# 티안산 게이트 오브 더 월드 플롯 27앤드28
티안산 게이트 오프 더 월드 플롯 27앤드28은 중국 스자좡에 공사중인 마천루로 꼭대기에는 수영장이 설치된다

## 같이 보기
- 중화인민공화국의 마천루 목록